# Вороговка
Вороговка — река в Красноярском крае России, правый приток Енисея.
Длина реки — 202 км, площадь бассейна — 3770 км². Берёт начало на западных склонах горы Коврига (север Енисейского кряжа) в Енисейском районе. В верховьях течёт по району на северо-восток, далее на значительном протяжении течёт на северо-запад и запад по Туруханскому району. В низовьях течёт на юго-юго-запад и впадает в Енисей в 1689 км от его устья, в 13 км выше села Зотино. В устьевой части по реке проходит граница упомянутых районов, а на участке в верхнем течении — граница их с Эвенкийским районом.
Бассейн реки полностью покрыт таёжными лесами, населённых пунктов нет (в советское время в Эвенкии на реке существовало село Стрелка). Река является местом нереста лососёвых и осетровых рыб.

## Притоки
(от устья, в скобках указана длина в км)
- 3 км лв: Сухая (20)
- 17 км лв: Мутнина (34)
- 32 км лв: Михеева (50)
- 44 км пр: Северная (67)
- 68 км пр: Восточная (15)
- 68 км лв: Лиственная (14)
- 89 км лв: Чёрная (46)
- 94 км пр: Рыбная (35)
- 139 км пр: Болотная (24)
- 148 км лв: Захребетная (28)
- 157 км пр: Лиственная (17)
- 165 км пр: Листвяжная (14)
- 172 км пр: Оленья (23)